# Jacques Nicolas Léger
Jacques Nicolas Léger (20 de julio de 1859 – 5 de febrero de 1918) fue un abogado, político y Diplomático haitiano.

## Biografía
Léger nació en la ciudad de Los Cayos, Haití, en 1859. Recibió su educación primaria y secundaria en su país natal, y luego, fue enviado a París, donde continuó su educación superior y recibió su práctica legal. Su padre, fue miembro del Senado Haitiano y político de prestigio. Gracias a esto, Léger comenzó a participar en la política de su país desde su juventud. 
En 1881, con 22 años, fue nombrado secretario de la Legación Haitiana en París. Más tarde, luego de la renuncia del canciller haitiano 
Charles Séguy Villevaleix, el joven secretario Léger fue nombrado Encargado de negocios de dicha legación. Posteriormente, regresó a Haití, continuando con su práctica legal en Puerto Príncipe, y se convirtió en editor en jefe de un influyente periódico político. En 1890, fue nombrado jefe de un departamento interno de la Cancillería Haitiana, y en 1892 se convirtió en uno de los fundadores de la Sociedad de Legislación de Puerto Príncipe, organización de la que fue también presidente. Además, fue presidente de la Orden de Abogados de Puerto Príncipe, y subsecuentemente, fue miembro permanente de la Corte de Arbitraje de La Haya.
Fue miembro de la Cámara de Diputados de Haití, donde fue presidente de la Comisión de Relaciones Exteriores
y de la Comisión de Justicia. En 1896, fue nombrado embajador extraordinario y plenipotenciario de Haití en Washington, cargo en el que se 
mantuvo por casi 13 años. Mientras ostentaba este cargo, fue nombrado delegado de Haití en el Segundo Congreso Panamericano, y luego, vicepresidente del Comité de Regulaciones de la Tercera Conferencia Internacional. También fue miembro de la Junta de Gobierno de la Unión Panamericana, donde trabajó en varias comisiones importantes. En 1911, fue nombrado ministro de Relaciones Exteriores de Haití, cargo que el que se mantuvo hasta 1913, y en 1914, fue nombrado nuevamente en ese mismo cargo por el presidente Oreste Zamor.
Después de concluir su carrera política y diplomática, continuó con su práctica legal y especialmente con su trabajo literario, que le generó un prestigio que se extendió más allá de las fronteras haitianas. Sus libros están enmarcados en el ámbito del derecho, la diplomacia  y la historia. Sus libros más famosos son:
- Haití y la Revisión (1885)
- La Política Exterior de Haití (1886)
- Recopilación de Tratados y Convenciones de la República de Haití (1891)
- Código de Procedimiento Civil de Haití (1902)
- Haití: Su Historia y sus Detractores (1907)

Murió en Puerto Príncipe, el 5 de febrero de 1918.